# Listă de comitate din statul Montana
- Această pagină este o listă a celor 56 de comitate (conform originalului din engleză, county/counties) din statul Montana.

## Comitatele statului Montana

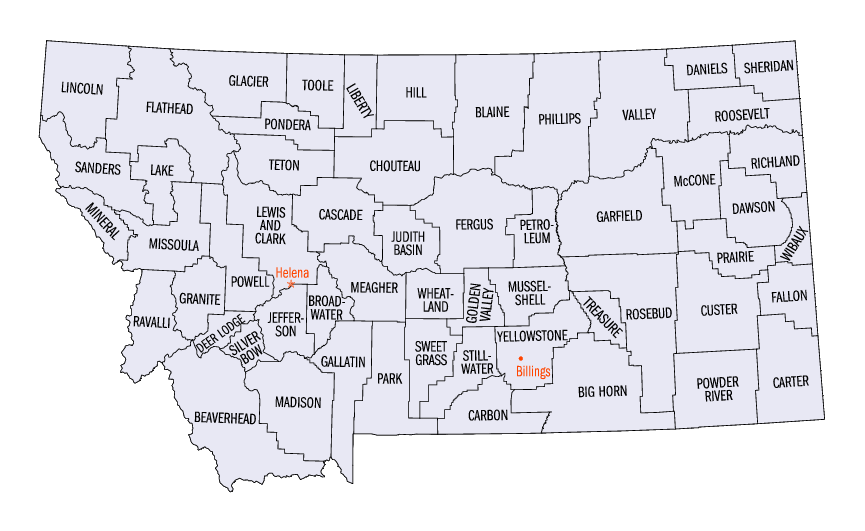
Comitatele statului, SUA

| Comitatul       | Populația 1 iulie 2007 | Sediul                | Populația 1 iulie 2007 |
| --------------- | ---------------------- | --------------------- | ---------------------- |
| Beaverhead      | 8.804                  | Dillon                | 4.106                  |
| Big Horn        | 12.798                 | Hardin                | 3.468                  |
| Blaine          | 6.550                  | Chinook               | 1.285                  |
| Broadwater      | 4.590                  | Townsend              | 1.981                  |
| Carbon          | 9.721                  | Red Lodge             | 2.449                  |
| Carter          | 1.268                  | Ekalaka               | 380                    |
| Cascade         | 81.775                 | Great Falls           | 58.827                 |
| Chouteau        | 5.254                  | Fort Benton           | 1.459                  |
| Custer          | 11.188                 | Miles City            | 8.120                  |
| Daniels         | 1.650                  | Scobey                | 894                    |
| Dawson          | 8.558                  | Glendive              | 4.615                  |
| Deer Lodge      | 8.852                  | Anaconda              | 8.852                  |
| Fallon          | 2.696                  | Baker                 | 1.616                  |
| Fergus          | 11.181                 | Lewistown             | 5.945                  |
| Flathead        | 86.844                 | Kalispell             | 20.298                 |
| Gallatin        | 87.359                 | Bozeman               | 37.981                 |
| Garfield        | 1.215                  | Jordan                | 344                    |
| Glacier         | 13.382                 | Cut Bank              | 3.125                  |
| Golden Valley   | 1.125                  | Ryegate               | 293                    |
| Granite         | 2.852                  | Philipsburg           | 922                    |
| Hill            | 16.568                 | Havre                 | 9.618                  |
| Jefferson       | 11.121                 | Boulder               | 1.427                  |
| Judith Basin    | 2.048                  | Stanford              | 399                    |
| Lake            | 28.438                 | Polson                | 5.046                  |
| Lewis and Clark | 59.998                 | Helena                | 28.726                 |
| Liberty         | 1.796                  | Chester               | 731                    |
| Lincoln         | 18.885                 | Libby                 | 2.886                  |
| Madison         | 7.426                  | Virginia City         | 141                    |
| McCone          | 1.724                  | Circle                | 558                    |
| Meagher         | 1.900                  | White Sulphur Springs | 967                    |
| Mineral         | 3.895                  | Superior              | 880                    |
| Missoula        | 105.650                | Missoula              | 67.165                 |
| Musselshell     | 4.494                  | Roundup               | 1.916                  |
| Park            | 16.099                 | Livingston            | 7.411                  |
| Petroleum       | 438                    | Winnett               | 164                    |
| Phillips        | 3.948                  | Malta                 | 1.820                  |
| Pondera         | 5.943                  | Conrad                | 2.540                  |
| Powder River    | 1.699                  | Broadus               | 444                    |
| Powell          | 7.118                  | Deer Lodge            | 3.502                  |
| Prairie         | 1.044                  | Terry                 | 534                    |
| Ravalli         | 40.396                 | Hamilton              | 4.691                  |
| Richland        | 9.182                  | Sidney                | 4.746                  |
| Roosevelt       | 10.148                 | Wolf Point            | 2.525                  |
| Rosebud         | 9.182                  | Forsyth               | 1.880                  |
| Sanders         | 11.033                 | Thompson Falls        | 1.423                  |
| Sheridan        | 3.373                  | Plentywood            | 1.702                  |
| Silver Bow      | 32.652                 | Butte                 | 31.967                 |
| Stillwater      | 8.660                  | Columbus              | 1.934                  |
| Sweet Grass     | 3.807                  | Big Timber            | 1.801                  |
| Teton           | 6.023                  | Choteau               | 1.694                  |
| Toole           | 5.144                  | Shelby                | 3.417                  |
| Treasure        | 651                    | Hysham                | 248                    |
| Valley          | 6.899                  | Glasgow               | 2.922                  |
| Wheatland       | 1.983                  | Harlowton             | 911                    |
| Wibaux          | 898                    | Wibaux                | 481                    |
| Yellowstone     | 139.936                | Billings              | 101.876                |